# Gadchiroli
Gadchiroli är en stad i centrala Indien, och är den administrativa huvudorten för distriktet Gadchiroli i delstaten Maharashtra. Befolkningen uppgick till 54 152 invånare vid folkräkningen 2011.